# Cerchysiella scutellata
Cerchysiella scutellata är en stekelart som först beskrevs av Howard 1897.  Cerchysiella scutellata ingår i släktet Cerchysiella och familjen sköldlussteklar. Inga underarter finns listade i Catalogue of Life.